# Рунин, Борис Михайлович
Борис Михайлович Рунин (настоящее имя Борис Моисеевич Рубинштейн; 2 сентября 1912, Горожанка — 8 июня 1994) — литературный критик, публицист. Участник Великой Отечественной войны.

## Фрагменты биографии
Родился в семье Моисея Евелевича Рубинштейна (1880—1954), уроженца Ельца, и Рейзы Ельевны Рубинштейн (урождённой Язвиной, 1886—1952), родом из Ефремова. Родители в 1951 году были высланы в ссылку, где умерли.
В 1940 окончил Литературный институт им. Горького. Печатался с 1939 года. В 1941 году добровольцем вступил в ополчение. Был бойцом Писательской роты. С декабря 1941 — сотрудник объединённой редакции иллюстрированных изданий ГлавПУРККА, с июня 1942 — различных фронтовых газет.

## Семья
- Жена — Анна Дмитриевна Мельман (литературный псевдоним Анна Дмитриева, 1916—1984), журналистка, военный корреспондент, переводчик художественной прозы.
- Сестра — Генриетта Михайловна Рубинштейн (1911—1987), уроженка Венёва, инженер Авиагидростроя, первым браком замужем за кинооператором и изобретателем в области кинотехники Андреем Григорьевичем Болтянским (1911—1985); с 1935 года жена Сергея Львовича Седова (сына Л. Д. Троцкого); племянница (дочь сестры и С. Л. Седова) — Юлия Сергеевна Рубинштейн (впоследствии Шестопалова, в замужестве Аксельрод; род. 1936), после ареста и осуждения матери (1937) воспитывалась бабушкой и дедушкой, с которыми находилась в ссылке.

## Литературные публикации
- Рунин Б. М. «Подвиг поэта» о М. Джалиле, 1955.
- Рунин Б. М. «В защиту лирической индивидуальности» о Л. Мартынове, 1956.
- Рунин Б. М. «Уроки одной поэтической биографии» о Е. Евтушенко, 1963.
- Рунин Б. М. Вечный поиск. М.: Искусство, 1964.
- Рунин Б. М. «Личность и творчество» в кн. «Художник и наука» (в соавторстве с Б. Агаповым и Д. Даниным) 1966
- Рунин Б. М. «Власть слова» о А. Тарковском, 1967
- Борис Рунин Мое окружение: записки случайно уцелевшего. Изд. Возвращение, 1995, ISBN 5-7157-0098-1
- Борис Рунин Записки случайно уцелевшего. Изд. Возвращение, 2010. — 320 с. ISBN 978-5-7157-0238-8

## О нём
- Рунин Борис Михайлович